# 24.ª Unidad Expedicionaria de Marines
La 24.ª Unidad Expedicionaria de Marines (en inglés: 24th Marine Expeditionary Unit, 24th MEU) es una de las siete unidades expedicionarias de los Marines actualmente existentes en el Cuerpo de Marines de los Estados Unidos. La Unidad Expedicionaria de Infantería de Marina es una Fuerza de Tareas Aero-Terrestre de Marines con una dotación aproximada de 2200 personas. La MEU consiste de un elemento de mando, un batallón de infantería reforzado, un escuadrón de helicópteros compuesto y un grupo de servicios de apoyo de MEU. La 24.ª MEU actualmente está acuartelada en Camp Lejeune, Carolina del Norte.
Su misión declarada es proporcionar a los comandantes de combate de la zona geográfica con una fuerza desplegada de avanzada, de respuesta rápida capaz de llevar a cabo operaciones anfibias convencionales y operaciones especiales marítimas nocturnas o bajo condiciones meteorológicas adversas desde el mar, superficie y/o aire mientras se encuentren bajo restricciones de comunicaciones y electrónica.

## Unidades subordinadas
- Elemento terrestre de combate: 1.er Batallón, 2.º Regimiento
- Elemento aéreo de combate: VMM-261 (Rein)
- Elemento logístico de combate: 24.º Batallón Logístico de Combate

## Historia

### Años iniciales
Lo que hoy es la 24.ª Unidad Expedicionaria de Marines (fue activada varias veces como la 24.ª Unidad Anfibia Marines para participar en ejercicios y operaciones en el Atlántico Norte, Mediterráneo y Caribe.
En mayo de 1982, fue redesignada como la 24.ª MAU y sirvió dos veces como parte de la fuerza de mantención de paz multinacional en el Líbano (entre octubre de 1982 y febrero de 1983, y entre mayo y noviembre de 1983). La 24.a MAU perdió 241 hombres en el atentado contra los cuarteles en Beirut en 1983.
Continuó haciendo despliegues de seis meses al Mediterráneo durante los siguientes seis años mientras que también proporciona fuerzas para las operaciones en el Golfo Pérsico.
La 24.ª MAU fue redesignada la 24.ª MEU en febrero de 1988.

### Década de 1990
El 16 de abril de 1991, a continuación de la Operación Tormenta del Desierto, elementos de la 24.ª MEU, junto con otras fuerzas estadounidenses y aliadas, fueron movilizadas para completar una misión de piedad a favor del pueblo kurdo en Turquía y el norte de Irak. Durante la Operación Provide Comfort, la MEU entregó comida, suministros y medicinas, y transportó kurdos a "santuarios" y campamentos de tiendas temporales..
La 24.ª MEU tomo parte de la Operación Restore Hope y de la Operación Continue Hope, en Somalía durante marzo y abril de 1994. La MEU expandió su misión proporcionando ayuda humanitaria a los somalíes transportando comida y ayuda a muchas áreas remotas del país.
Posteriormente la MEU se dirigió hacia el este, entrando al Mar Adriático, en donde estuvieron desde mayo a junio de 1994 sirviendo como apoyo en la Operación Provide Promise y la Operación Deny Flight en Bosnia-Herzegovina.
Inmediatamente después de su regreso del despliegue de seis meses, la 24.ª MEU fue enviada a las aguas del Caribe, frente a las costas de Haití. La MEU estuvo allí entre julio y agosto de 1994 como parte de la Operación Support Democracy.
En junio de 1995, elementos de la 24.ª MEU llevaron a cabo una misión (llamada Recuperación Táctica de Aeronave y Personal, a plena luz del día para rescatar al piloto de la Fuerza Aérea capitán Scott O'Grady, quien había sido derribado sobre Bosnia y Herzegovina seis día antes.
En el año 1996, la MEU sirvió como una fuerza de contingencia en el mar Adriático en apoyo de la Operación Decisive Endeavor. Cerca del final de octubre de 1996, las unidades de la MEU asistieron al Ejército de Estados Unidos y a ingenieros aliados a construir un puente a través del Río Drina en Bosnia.
En marzo de 1998, la MEU llevó a cabo 34 misiones de interdicción aérea como parte de la campaña aérea de la OTAN contra Yugoslavia, atacando con sus AV-8B Harrier II desde el mar Adriático. También durante el año 1998, la MEU fue desviada de su programa de despliegue regular para proporcionar una presencia de avanzada en el Golfo Pérsico como la fuerza de desembarco de la Quinta Flota de Estados Unidos en apoyo de la Operación Desert Thunder. Adicionalmente, la MEU usó sus activos para controlar la zona de prohibición de vuelo iraquí en apoyo de la Operación Southern Watch.
Durante noviembre y diciembre de 1998, a los infantes de marina de la 24.ª MEU se les solicitó proporcionar seguridad a la embajada estadounidense en Tirana, Albania.
Entre el año 1999 y el 2001, la 24.ª MEU participó en numerosos ejercicios militares multinacionales y llevó a cabo operaciones de mantenimiento de la paz en Kosovo.

### Guerra Global contra el Terrorismo
En agosto de 2002, la 24.ª MEU salió desde Camp Lejeune. Durante su despliegue de nueve meses, la MEU participó en la Operación Dynamic Response en Kosovo y en la Operación Iraqi Freedom antes de regresar a su base en mayo de 2003.
En julio del año 2004, la MEU nuevamente se dirigió a Irak. Este despliegue marcó la primera vez en la historia reciente en que una MEU no se desplegaba como parte de un Grupo anfibio. La MEU llegó a Irak usando aviones y buques de carga, la MEU sirvió como parte de la 1.ª División de Marines. Estando allá la MEU fue responsable por la estabilidad y seguridad en el norte de la provincia de Babil y el sur de la provincia de Bagdad, lugares considerados refugios de insurgentes. La 24.ª MEU también ayudó a proporcionar seguridad en el Triángulo de la Muerte durante las primeras elecciones del Irak liberado.
El 18 de julio de 2006, se anunció que la MEU, junto con el grupo de ataque expedicionario Iwo Jima, se dirigiría al Líbano para asistir en la evacuación de ciudadanos estadounidenses viviendo allí. Estos habían quedado atrapados en ese país debido a una serie de ataques de Israel que hicieron que el Aeropuerto Internacional Rafic Hariri quedara no operacional, estos mismos ataque destruyeron varios de los principales caminos que salían del país.
En febrero de 2008, la 24.ª MEU comenzó su despliegue a Kandahar, Afganistán, iniciando sus operaciones de combate en abril de 2008. Los infantes de marina de la 24.ª MEU tomaron el pueblo de Garmsir, que se encontraba en poder los talibanes, el 29 de abril de 2008, en la Provincia de Helmand, en la primera gran operación estadounidense en esa región en años. Para el 1 de junio de 2008, los talibanes habían sido expulsados de Garmser. Para mediados de julio, después de un mes y medio de fuertes combates, los infantes de marina estaban informado que habían matado más de 400 combatientes talibanes en el área de Garmser.
A medida que la guerra en Afganistán cambia de la expulsión de los talibanes a la estabilización del país, el rol de la MEU también cambia a realizar una misión para ganar corazones y mentes. Esto significa coordinarse estrechamente con los líderes afganos locales y roles como mantenedores de la paz y no solo meros soldados.

### Terremoto de Haití del año 2010
Después del devastador terremoto de Haití de 2010 ocurrido el 12 de enero, la 24.ª MEU fue desviada de su programado despliegue al Medio Oriente para proporcionar asistencia humanitaria y de alivio al desastre a Haití, como parte de la Operación Unified Response. Habiendo zarpado desde su puerto base en la Estación Naval de Norfolk el 18, con el grupo anfibio  del USS Nassau (que incluía al Nassau, el USS Mesa Verde y el USS Ashland) siendo desviado el 20 de enero, trayendo con ellos los primeros V-22 Osprey en ser usados para una misión humanitaria. El 23, se les unió la 22.ª MEU, que zarpó de Camp Lejeune el 15 de enero con el ARG del USS Bataan y permaneció allí hasta que le fue ordenado dirigirse hacia su despliegue original el 8 de febrero.

### Despliegue del año 2012 como Fuerza Expedicionaria de Respuesta a Crisis
Entre el 27 de marzo y el 20 de diciembre de 2012, la 24.ª MEU se desplegó como fuerza expedicionaria de respuesta a crisis y reserva de teatro junto con el Grupo Anfibio Iwo Jima, que consistía de los buques de asalto anfibio USS Iwo Jima USS New York y USS Gunston Hall. Este grupo navegó a través de las Áreas de Responsabilidad ( de la 5.ª y 6.ª flotas, realizando operaciones de entrenamiento y de planificación para respuesta a crisis del mundo real. La MEU tomo parte en dos importantes eventos multilaterales: el Ejercicio African Lion 12 en Marruecos y el Ejercicio Eager Lion 12 en Jordania.
También la mayor parte de la MEU llevó a cabo extensivos paquetes de entrenamiento en Kuwait y Yibuti, mientras que Equipos de Contacto Viajeros más pequeños se dispersaron por toda África para compartir experiencias con los militares de Tanzania, Uganda, Kenya y Ruanda. La MEU tenía programado regresar desde despliegue aproximadamente para el Día de Acción de Gracias pero esta se extendió hasta mediados de diciembre con el propósito de estar preparados para potenciales misiones de respuesta a crisis.

#### Ejercicio African Lion 12
El ejercicio African Lion 12 fue el primer evento operacional de la 24.ª MEU. Se desarrolló entre 7 y el 18 de abril de 2012 y se enfocó en compartir las tácticas, procedimientos y culturas entre las fuerzas armadas participantes. La 24.ª MEU participó en varios eventos significativos con las Reales Fuerzas Armadas de Marruecos, incluyendo un asalto anfibio, y un intensivo taller de inteligencia, que incluyó la instrucción y una demostración de un RQ-11B Raven, uno de los sistemas aéreos no tripulados orgánicos de la 24.a MEU. El 11 de abril de 2012, un MV-22B Osprey de la 24.a MEU se estrelló cerca de Agadir, Marruecos mientras se encontraba entrenando durante el ejercicio African Lion. Los cabos Robby Reyes y Derek Kerns, ambos pertenecientes al 261.º Escuadrón Convertiplano Medio, murieron en el accidente mientras otras dos personas fueron seriamente heridas. Una investigación del Cuerpo de Marines concluyó que un error del piloto fue la causa del accidente.

#### Ejercicio Eager Lion 12

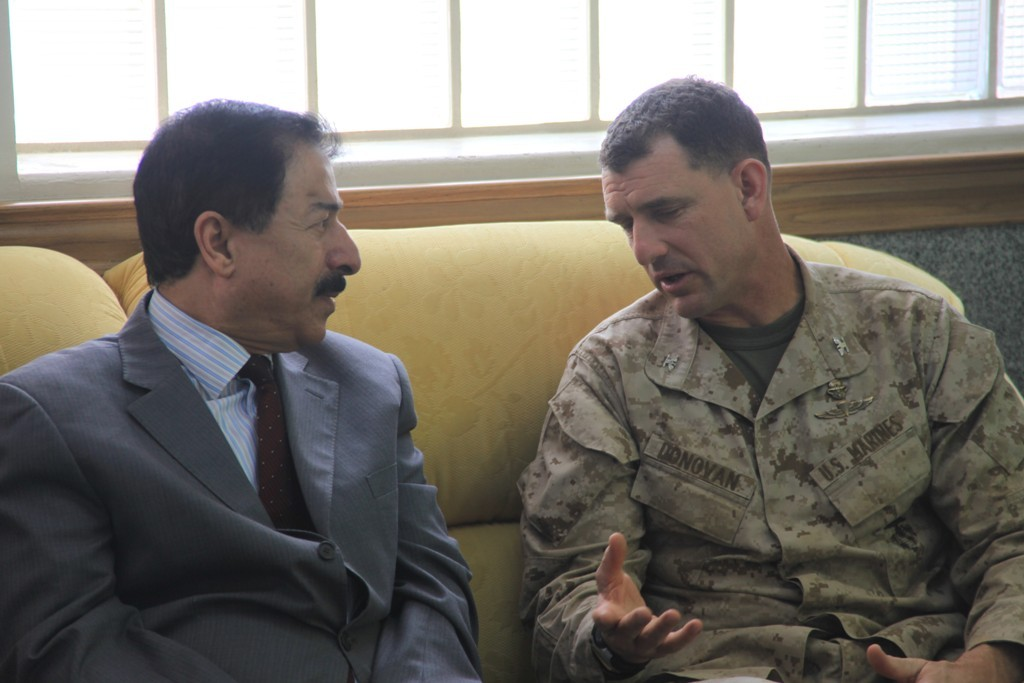
El coronel Frank Donovan, el comandante de la 24.a MEU, conversa con Thamer Alfaiez, el gobernador de la ciudad de Aqaba, Jordania, durante el Ejercicio Eager Lion 12.

Entre el 8 y 30 de mayo de 2012, la 24.ª MEU tomó parte en el Ejercicio Eager Lion 12, el ejercicio anual recurrente más grande en el Mando Central de los Estados Unidos, diseñado para fortalecer las relaciones militares a militares a través de una aproximación conjunta, multinacional, a nivel gubernamental. Eager Lion 12 consistió de más de 11 000 hombres y mujeres provenientes de 19 países. La 24.ª MEU tomó parte en una vasta variedad de eventos incluyendo una operación de evacuación de no combatientes simulada y entrenamiento basado en escenarios entre el equipo de defensa NRBQ de la 24.ª MEU y la fuerza de respuesta a incidentes de Jordania. El Equipo de Desembarco del Batallón de la MEU, organizado alrededor del 1.er Batallón, 2.º Regimiento, trabajó junto con fuerzas del Líbano, Italia y Arabia Saudita, mientras que el elemento aéreo de combate de la MEU, el VMM-261, realizó entrenamientos aéreos junto con pilotos jordanos.

#### Fuerza Expedicionaria de Respuesta a Crisis
La última mitad del despliegue del año 2012 de la 24.a MEU se enfocó en sus deberes como fuerza expedicionaria de respuesta a crisis. Después del ataque a la embajada estadounidense en Bengasi, Libia, la MEU comenzó un extensivo planeamiento para potenciales misiones de ayuda y/o evacuación de ciudadanos estadounidenses a través de la región en una variedad de países incluyendo a Sudán, Líbano, Egipto, Yemen, Túnez, Siria y Pakistán. La amenaza de disturbios regionales que resultaron en una extensión del área de responsabilidad de la 5.ª Flota. El despliegue de la MEU como fuerza preparada de respuesta a crisis se extendió al mes de noviembre por toda la región del Mediterráneo en la 6.ª Flota. Esta segunda extensión hizo que la MEU regresara a casa un mes más tarde de lo programado. Ellos regresaron a Carolina del Norte el 20 de diciembre de 2012.
La inherente organización de tareas y flexibilidad de la 24.a MEU le permitió adaptarse a las siempre cambiantes condiciones de seguridad y generar planes de misiones concurrentes, La MEU/ARG incluso se preparó para realizar operaciones desagregadas de tal forma que los buques y estados mayores podrían estar separados físicamente pero aún ejecutar las misiones con elementos de mando y control "Alfa" y "Bravo", por lo tanto maximizando la eficiencia y economía de los activos orgánicos de la MEU.
La misión de respuesta a crisis fue el punto alto del despliegue de la 24.a MEU. El comandante de la MEU, el coronel Francis L. Donovan, pasó los meses posteriores al despliegue en sesiones de información con líderes militares y civiles, incluyendo miembros de la Oficina del Secretario de la Defensa, del Congreso, del Departamento de la Armada y del Cuartel General del Cuerpo de Infantería de Marina, acerca de las capacidades de la Unidad Expedicionaria de Marines como la principal fuerza de respuesta a crisis estadounidense. Durante más de 30 sesiones de información separadas, Donovan presentó detalles que explicaban como una MEU está mejor organizada para llevar a cabo misiones de respuesta a crisis, especialmente ahora que las distancias físicas no es más un serio factor limitante dado que la MEU disponen del extendido alcance de los MV-22B Osprey y de los recursos de reabastecimiento de los KC-130J Hercules, ambas aeronaves son orgánicas a una MEU.

## Galardones de la unidad
Una mención o encomio de unidad es un galardón que es otorgado a una organización por la acción citada. A los miembros de la unidad que participaron en dichas acciones se les permite usar en sus uniformes dichos galardones como distintivos de cinta. Adicionalmente la unidad está autorizada a colocar los gallardetes apropiados en la bandera de la unidad. A la 24.a MEU le han sido otorgadas las siguientes distinciones:
| Gallardete | Cinta                                   | Galardón                                                                   | Año(s) | Información adicional |
| ---------- | --------------------------------------- | -------------------------------------------------------------------------- | ------ | --------------------- |
|            |                                         | Presidential Unit Citation                                                 |        |                       |
|            | Bronze oak leaf cluster                 | Medalla Conjunta de Unidad Meritoria con 1 hojas de roble                  |        |                       |
|            | Silver star                             | Mención de Unidad de la Armada con 5 estrellas de servicio                 |        |                       |
|            | Bronze star · Bronze star · Bronze star | Mención de Unidad Meritoria Armada con 3 estrellas de servicio             |        |                       |
|            |                                         | Medalla Expedicionaria del Cuerpo de Marines                               |        |                       |
|            | Bronze star · Bronze star               | Medalla de Servicio en la Defensa Nacional con 2 estrellas de servicio     |        |                       |
|            | Bronze star · Bronze star · Bronze star | Medalla de las Fuerzas Armadas Expedicionarias con 3 estrellas de servicio |        |                       |
|            | Bronze star                             | Medalla de Servicio en el Suroeste de Asia con 1 estrella de servicio      |        |                       |
|            | Bronze star                             | Medalla de la Campaña de Kosovo con 1 estrella de servicio                 |        |                       |
|            |                                         | Medalla Expedicionaria de la Guerra Global contra el Terrorismo            |        |                       |
|            | Bronze star                             | Medalla de la Campaña en Afganistán con 1 estrella de servicio             |        |                       |
|            | Bronze star                             | Medalla de la Campaña en Irak con 1 estrella de servicio                   |        |                       |
|            |                                         | Medalla de Servicio en la Guerra Global contra el Terrorismo               |        |                       |